# New Shoreham
New Shoreham é uma vila localizada no estado americano de Rhode Island, no condado de Washington. Foi fundada em 1664 e incorporada em 1672.

## Geografia
De acordo com o United States Census Bureau, a vila tem uma área de 283,6 km², onde 23,5 km² estão cobertos por terra e 260,1 km² por água.

## Demografia
Segundo o censo nacional de 2010, a sua população é de 1 051 habitantes e sua densidade populacional é de 44,69 hab/km². É a localidade menos populosa do condado de Washington. Possui 1 808 residências, que resulta em uma densidade de 76,88 residências/km².